# 1271
1271 (MCCLXXI) je bilo navadno leto, ki se je po julijanskem koledarju začelo na četrtek.

## Dogodki

### Deveta križarska vojna[1]
- februar - Sicilski kralj Karel Anžujski izkoristi prezimovanje za spopad z Epirskim despotatom, ki mu odvzame pristanišče Drač in s tem utrdi svojo pozicijo v Albaniji.
- 8. april - Egiptovski mameluški sultan Bajbars nadaljuje s totalno ofenzivo na križarska ozemlja v Zamorju. Po večtedenskem neuspešnem obleganju mu uspe s trikom zavzeti eno najpomembnejših križarskih utrdb Krak des Chevaliers, ki so ga imeli v lasti vitezi Hospitalci. Ponaredi namreč pismo, ki oblegance poziva k predaji, čemur ti nasedejo. Padejo še številne druge manjše utrdbe, mdr. tudi Nazaret.

- 9. maj - Križarska flota pod vodstvom angleškega kronskega princa Edvarda prispe pred Akkon. Spremlja jo še oslabljena francoska flota pod vodstvom Karla Anžujskega.
  - Kmalu po prispetju pošljejo križarski voditelji diplomate na Ilkanatski dvor, da bi prepričali kana Abako v oblikovanje skupnega zavezništva proti muslimanom.
- Z obleganjem Tripolisa, zadnjega ozemlja istoimenske grofije, ima Bajbars manj sreče. Egiptovske oblegovalce namreč napadejo na novo prispeli križarji in Bajbars je prisiljen potegniti frontno črto nazaj v notranjost.
- junij - Bajbars poskusi z manjšo floto zmotiti oskrbo med Ciprom in Akkonom, vendar je pri Limasolu poražen.
- 4. september - Med križarske voditelje prispe nekoliko zapoznela Abakova privolitev v oblikovanje zavezništva, čeprav je glavnina njegovih sil zaposlena z vojno s Čagatajskim kanatom.
- oktober - Abaka kan pošlje en tumen [2] skupaj s seldžuško podporo pod vodstvom generala Samagarja. Mongoli najprej opustošijo okolico Alepa, zavzamejo mesto, nato pa napredujejo proti Maarat an-Numanu. Med Mongoli in križarji nikoli ne pride do združitve sil.
- 12. november - Bajbars angažira vse razpoložljive sile za spopad z Mongoli, vendar se ti umaknejo nazaj čez Evfrat.
  - Nubijski krščanski kralj iz kraljevine Makurije David I. Dongola zavrne plačilo tributa Bajbarsu in opustoši Asuan.

### Mongolski imperij
- Ilkanat: manjši del mongolske vojske asistira v deveti križarski vojni (↑), glavnina vojske Ilkanata se nahaja na mejah Čagatajskega kanata.↓
- → Čagatajski kanat: čagatajski kan Barak umre na begu pred rivalom Kaidujem, ki je bil izkoristil njegov hud poraz proti Ilkanatu. Čagatajski generali se predajo Kaiduju, ki naslednjih trideset let na prestol instalira sebi ustrezne kane iz Čagatajevega plemstva. S tem se seveda ne strinjajo Kaidujevi sinovi.
- Kitajska: vrhovni kan Mongolskega cesarstva Kublajkan, ki pa ima realno oblast samo v Mongoliji, Koreji in na Kitajskem, s pravnimi sredstvi ustanovi dinastijo Juan.
  - Obleganje Šjangjanga (1267-1273): nadaljuje se eno največjih obleganj v zgodovini Kitajske. Kublajkan dokonča sistem utrdb okoli obleganega Šjangjanga in vzdolž plovnih poti ter ga s tem popolnoma odreže od Južnega Songa. 1272 ↔
  - Kublajkan zavzame Junan.
- Koreja: upor Sambjeolčo (1270-73). Mongoli in njihove korejske vazalne sile dinastije Gorjeo imajo premoč proti uporniškim milicam, ki se premagane umaknejo na otok Džedžu, od koder za pomoč apelirajo na Japonce. Vmes pustošijo po obali na jugu Koreje. 1272 ↔

### Ostalo
- 2. julij  - Mir v Pressburgu: po nekaj praskah skleneta mir češki kralj[3] Otokar II. Pšemisl in novi madžarski kralj Štefan V. 1272 ↔
- 15. avgust - Reims: kronanje Filipa III. za francoskega kralja.
- 21. avgust - Po smrti grofa Poitiersa in Toulousa Alfonza Poitierškega, ki umre brez dedičev, se njegove posesti vrnejo francoski kroni.
- 1. september - Z izvolitvijo novega papeža Gregorja X., 184. po seznamu,[4] se zaključi ena najdaljših sedisvakanc v zgodovini katoliške Cerkve.
  - Z izvolitvijo novega papeža in pismom za vrhovnega kana se trgovca Niccolò and Maffeo Polo skupaj z mladoletnim Markom podajo na dolgo pot proti Kublajkanovem dvoru na Kitajsko, kamor prispejo šele leta → 1275.
- 9. september - Umrlega vladimirskega velikega kneza Jaroslava III. nasledi mlajši brat Vasilij Jaroslavič.
- 12. september - Japonska: Ničiren, ustanovitelj istoimenske budistične ločine se razglasi za reinkarnacijo Bude.
- Wales:  Gilbert de Clare, 6. grof Hertford samovoljno nadgradi grad Caerphilly z utrjenim sistemom umetnih jezer in kanalov v utrdbo.
- Kitzbühel dobi mestne pravice.
- Tirolski vojvoda Majnhard II. izda prvo serijo grošev, kar postane sprva standard za vse debelejše srebrne kovance, ki ga prevzamejo še Anglija, Češka in Poljska.

## Rojstva
- 13. marec - Judita Habsburška, kraljica Češke in Poljske, soproga Venčeslava II. († 1297)
- 14. marec - Štefan I., vojvoda Spodnje Bavarske († 1310)
- 8. september - Karel Martel Anžujski, kralj Hrvaške, titularni ogrski kralj, sin Karla II. Neapeljskega († 1295)
- 27. september - Venčeslav II. Češki, kralj Češke, kralj Poljske, vojvoda Krakowa († 1305)
- 5. november - Mahmud Gazan, sedmi vladar Ilkanata  († 1304)

Neznan datum
- cesar Bing, zadnji cesar dinastije Song († 1279)
- cesar Gong, dinastija Južni Song († 1323)
- Elizabeta Aragonska, portugalska kraljica, redovnica, svetnica († 1336)
- Gazan kan, mongolski kan Ilkanata († 1304)
- Mihajl Jaroslavič, knez Tvera, vladimirski veliki knez († 1318)
- Toros III., kralj Kilikijske Armenije († 1298)

## Smrti
- 18. januar - Margareta Orgska, princesa, dominikanska redovnica in svetnica (* 1242)
- 28. januar - Izabela Aragonska, princesa, francoska kraljica (* 1248)
- 13. marec - Henrik Almainški, angleški princ (* 1235)
- 14. april - Izabela Francoska, navarska kraljica (* 1242)
- 25. april - Mojster Gerhard, nemški arhitekt in gradbeni inženir
- 21. avgust - Alfonz Poitierški, grof Poitiersa, grof Toulouseja, križar (* 1220)
- 9. september - Jaroslav III. Jaroslavič, tverski knez, vladimirski veliki knez (* 1230)

Neznan datum
- Barak, kan Čagatajskega kanata
- Hadži Bektaš, muslimanski mistik, ustanovitelj sufijskega reda alevitov (* 1209)
- Helena Angelina Doukaina, epirska princesa, sicilska regentinja (* 1242)
- Henrik Seguzij, italijanski kanonski pravnik
- Hetum I., kralj Kilikijske Armenije, potopisec
- Simon VI. de Montfort, angleški plemič, upornik (* 1240)